# Recouvrement d'orbitales
En chimie quantique, un recouvrement d'orbitales est une concentration d'orbitales d'atomes adjacents dans une même région de l'espace. Un tel recouvrement peut conduire à la formation d'une liaison chimique. L'importance du recouvrement des orbitales a été souligné par Linus Pauling pour expliquer les angles de liaison observés expérimentalement et est à la base du concept d'hybridation des orbitales atomiques. Dans la mesure où les orbitales s sont sphériques et ne sont pas directionnelles tandis que les orbitales p sont orientées perpendiculairement les unes par rapport aux autres, il fallait expliquer pourquoi, dans une molécule comme le méthane, les angles observés sont de 109,5°. Pauling expliqua que les orbitales s et p peuvent se combiner pour former une hybridation, dite par exemple sp3 dans le cas du méthane. Ces orbitales présentent, dans le cas du carbone par exemple, un recouvrement plus élevé avec l'hydrogène, ce qui permet l'établissement de liaisons carbone-hydrogène plus fortes.
L'intégrale de recouvrement fournit une mesure quantitative du recouvrement de deux orbitales atomiques entre deux atomes A et B. Elle est définie par :
{\displaystyle \mathbf {S} _{\mathrm {AB} }=\int \Psi _{\mathrm {A} }^{*}\Psi _{\mathrm {B} }\,dV,},
dans laquelle l'intégration s'étend à travers tout l'espace. L'astérisque représente le nombre complexe conjugué de la fonction d'onde {\displaystyle \Psi _{\mathrm {A} }}.

## Matrice de recouvrement
La matrice de recouvrement est une matrice carrée utilisé en chimie quantique pour décrire les relations entre un ensemble de vecteurs formant une base d'un système quantique, comme les bases d'orbitales atomiques utilisées pour les calculs de configurations électroniques moléculaires. En particulier, lorsque les vecteurs sont orthogonaux les uns par rapport aux autres, la matrice de recouvrement est diagonale. De plus, lorsque les vecteurs de la base forment un ensemble orthonormé, la matrice de recouvrement est la matrice identité.
La matrice de recouvrement est toujours n×n, où n est le nombre de fonctions de la base. Il s'agit d'une variété de matrice de Gram.
D'une manière générale, chaque élément {\displaystyle \mathbf {S} _{ik}} d'une matrice de recouvrement {\displaystyle \mathbf {S} } est défini comme une intégrale de recouvrement :
{\displaystyle \mathbf {S} _{ik}=\left\langle b_{i}|b_{k}\right\rangle =\int \Psi _{i}^{*}\Psi _{k}\,d\tau },
avec :
{\displaystyle \left|b_{i}\right\rangle } le i-ième ket de base (vecteur), et
{\displaystyle \Psi _{i}} la i-ième fonction d'onde, définie comme :{\displaystyle \Psi _{i}(x)=\left\langle x|b_{i}\right\rangle }.
En particulier, lorsque l'ensemble est normalisé (mais pas nécessairement orthogonal), les éléments diagonaux sont tous égaux à 1 et, conséquence de l'inégalité de Cauchy-Schwarz, la norme des éléments non diagonaux est inférieure ou égale à 1, avec égalité si et seulement s'il y a dépendance linéaire dans l'ensemble de base. La matrice est de surcroît toujours définie positive, c'est-à-dire que ses valeurs propres sont toutes strictement positives.